# Scranton
Scranton je šesté největší město v Pensylvánii, kulturní a hospodářské centrum údolí řeky Lackawanna. Leží asi 240 km severozápadně od New Yorku a status města dostalo roku 1886. Vzniklo v oblasti těžby uhlí a antracitu, kde kolem roku 1840 začaly vznikat železárny a strojírny. Počet obyvatel rychle rostl a roku 1930 přesáhl 140 tisíc, s úpadkem těžkého průmyslu poklesl na 77 tisíc, kolem roku 2000 se však stabilizoval. Přízvisko „Electric City“ dostal Scranton proto, že už roku 1880 se v továrně na lokomotivy svítilo elektrickým světlem a roku 1886 byl ve městě zahájen provoz na první čistě elektrické tramvajové trati v USA.

## Historie
První Evropan se na tomto místě usídlil roku 1776, další přistěhovalci přicházeli hlavně z Nové Anglie. S rozvojem těžby, železáren a strojíren obyvatel rychle přibývalo, hlavně přistěhovalců z Irska, jižního Německa, Itálie a Polska. Ve městě tak vznikla katolická většina a katedrála sv. Stanislava je například centrem polské katolické církve v USA. Scranton se stal také významným železničním uzlem, zejména pro nákladní dopravu. Po roce 1920 začala ropa a plyn vytlačovat uhlí a scrantonská ložiska se také vyčerpala. Těžký průmysl se stěhoval na výhodnější místa a od roku 1930 se počet obyvatel snižoval. Kolem roku 1985 se město začalo snažit o revitalizaci a od roku 2010 nastal i mírný nárůst počtu obyvatel. Železniční muzeum Steamtown a muzeum tramvajové dopravy uchovávají památku na průmyslovou minulost města.

## Galerie

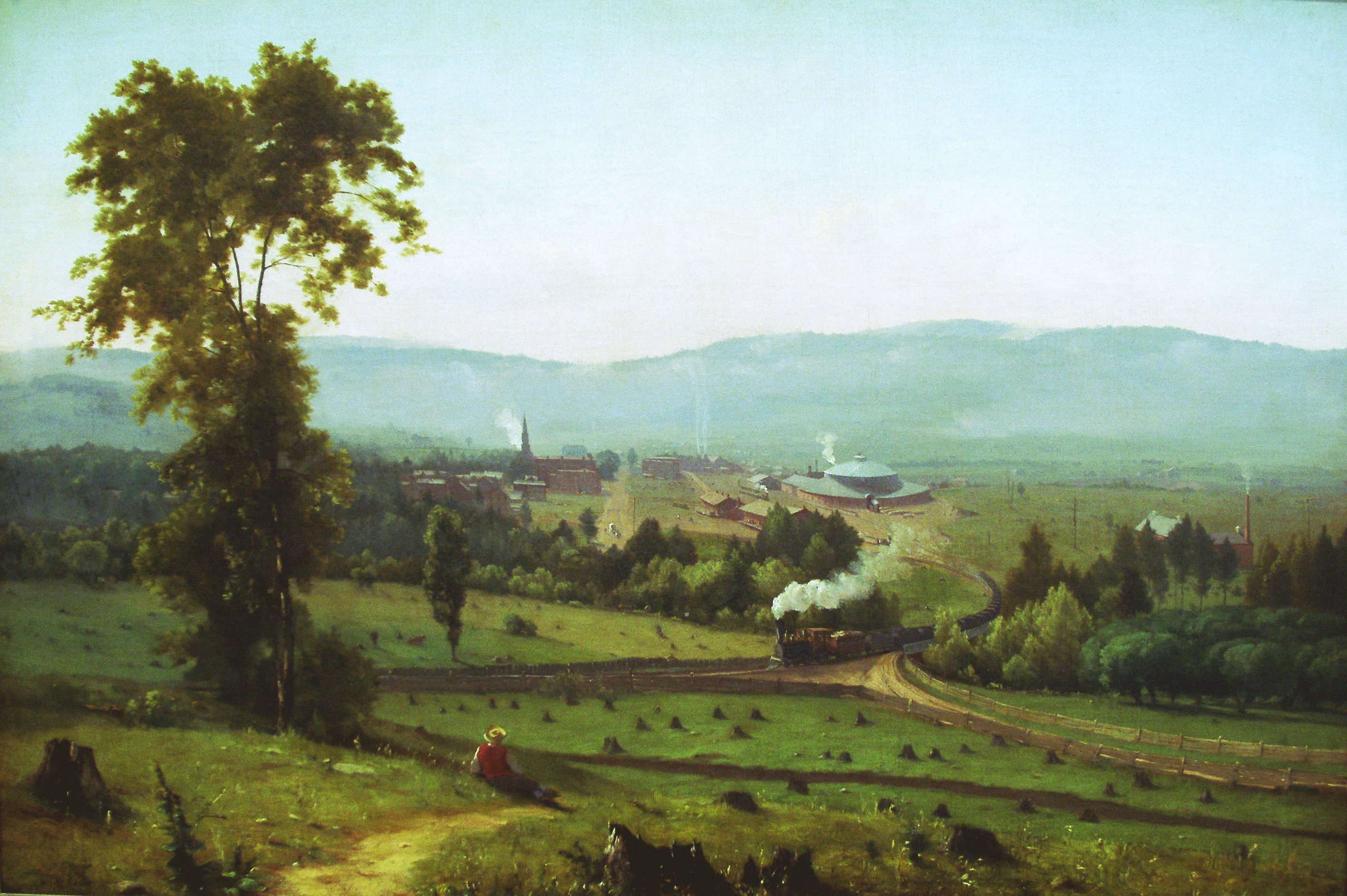
G. Inness: Scranton roku 1855
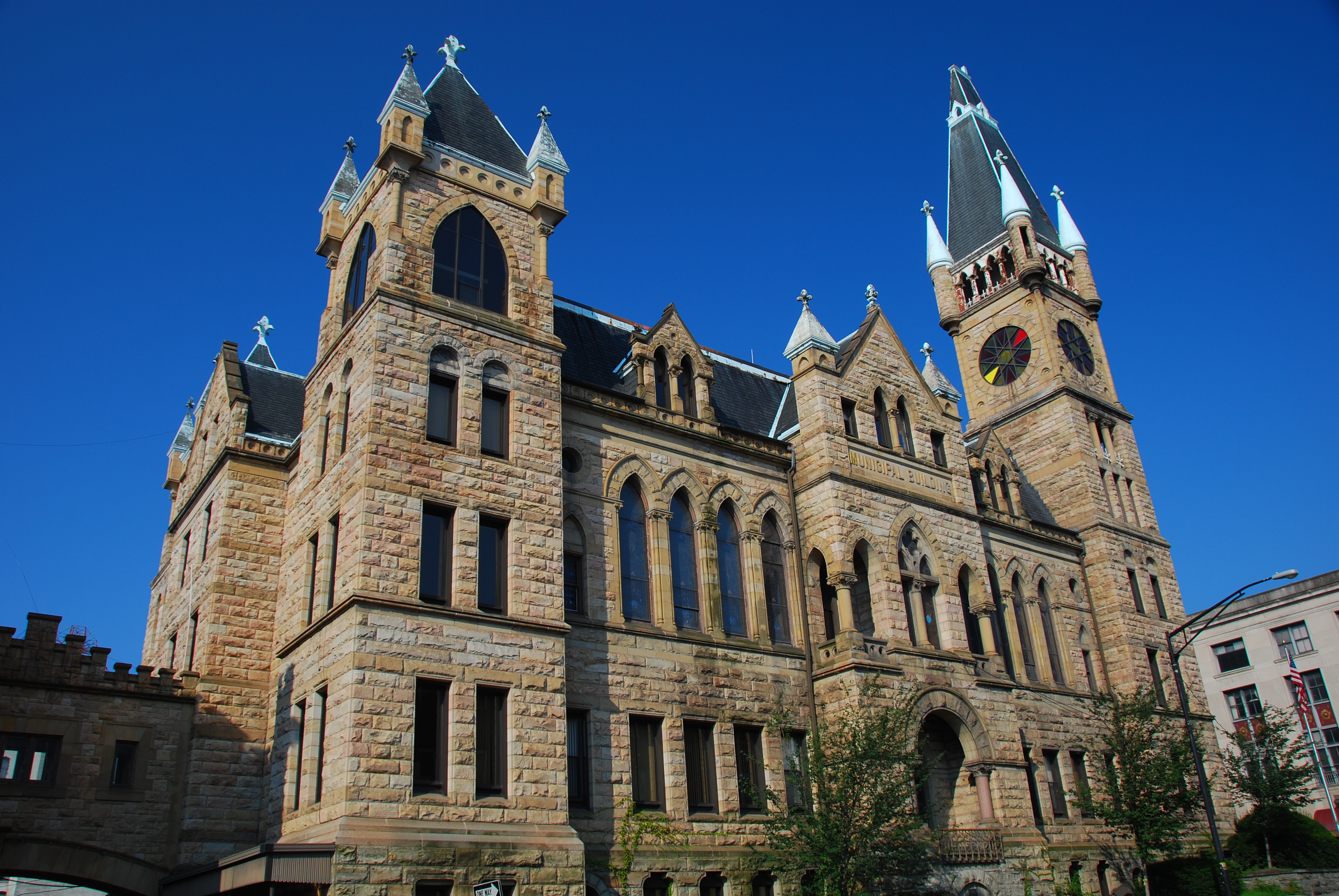
Radnice
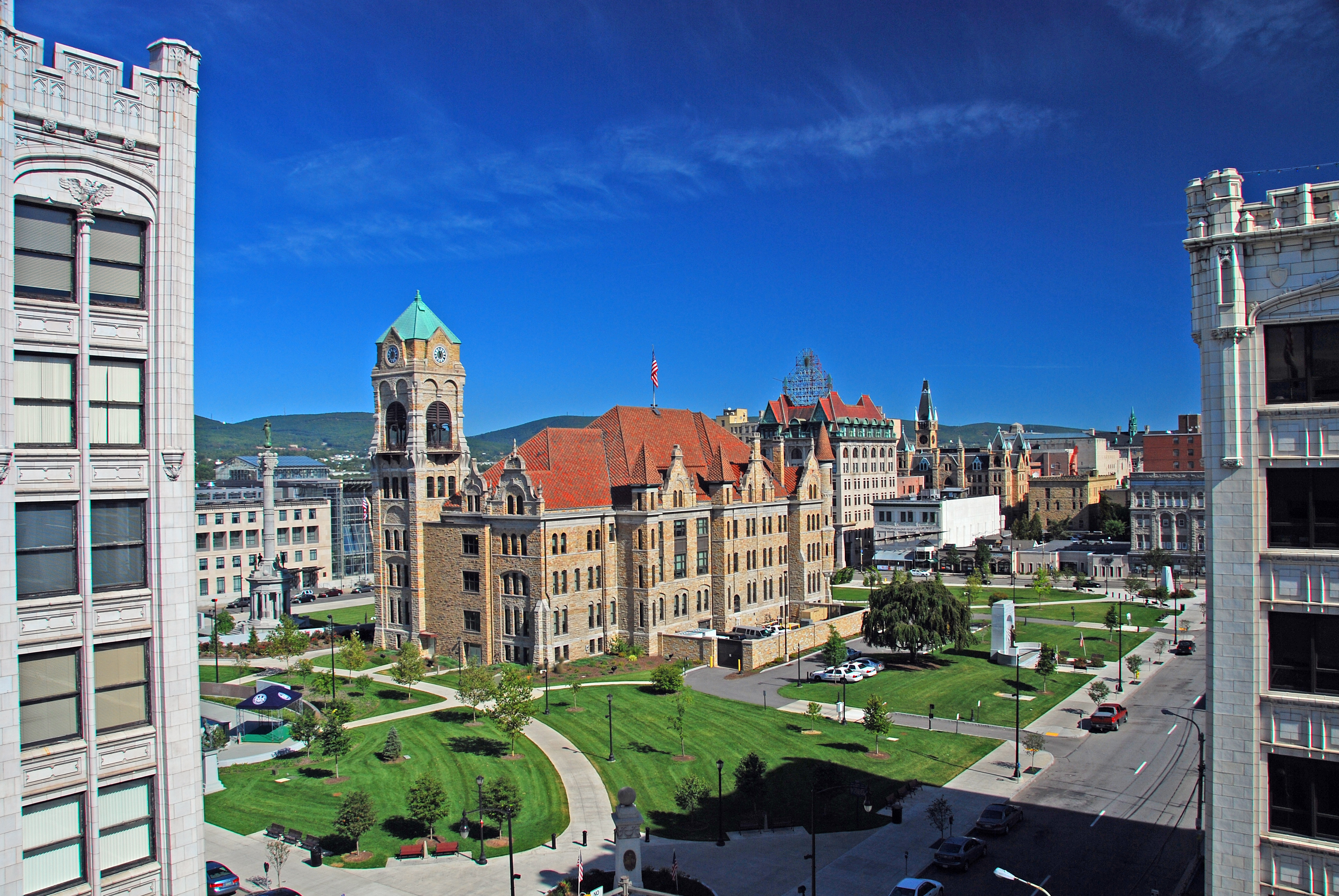
Courthouse Sqare
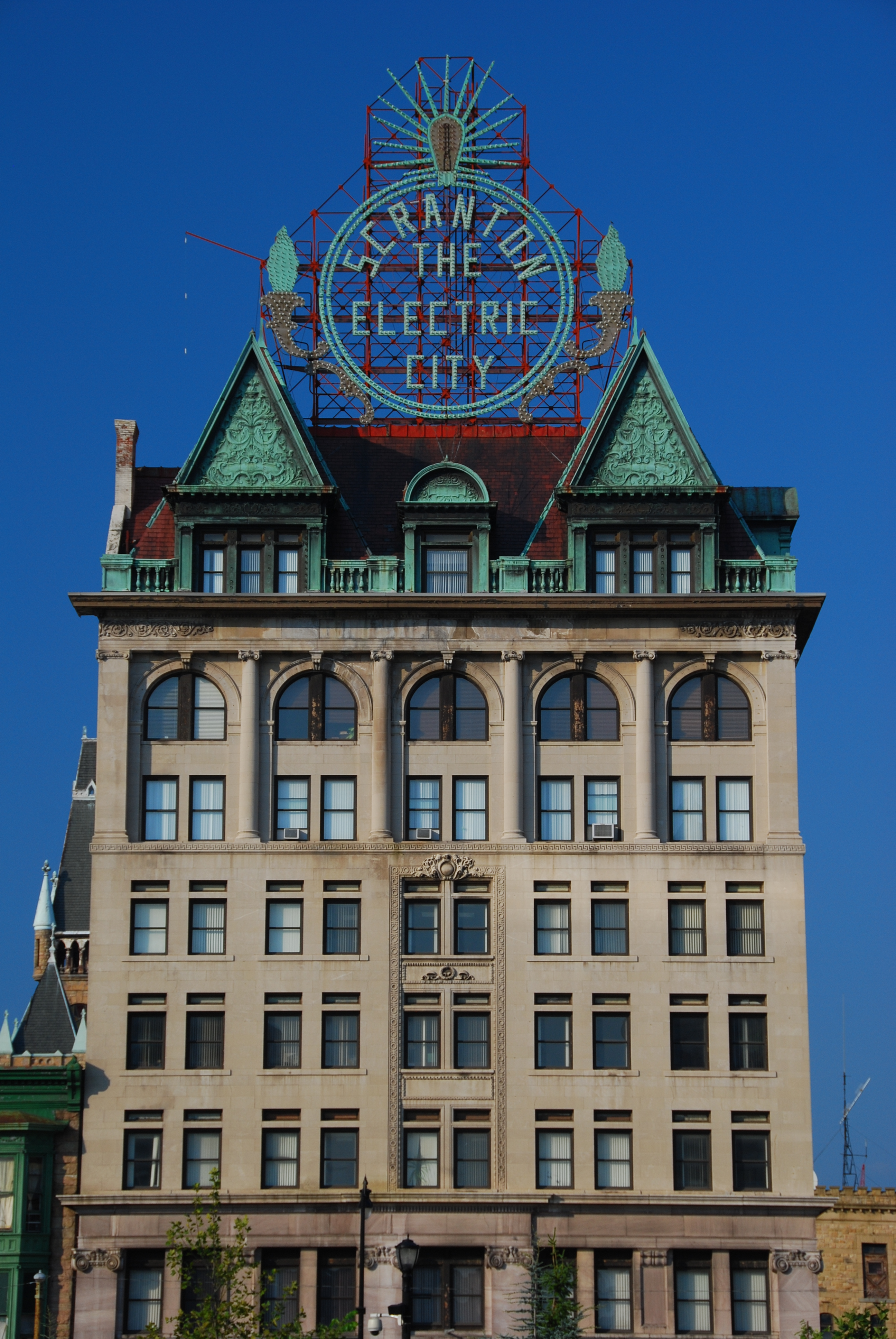
Scranton Electric Building